# Iosif Matusec
Iosif Matusec (ur. 15 lutego 1907 w Aradzie) – rumuński gimnastyk. Uczestnik Igrzysk Olimpijskich w 1936 w Berlinie. Na igrzyskach olimpijskich zajął 102. miejsce w wieloboju gimnastycznym.